# Rachel Oniga
Rachel Oniga (Lagos, 23 de mayo de 1957-Estado de Lagos, 30 de julio de 2021) fue una actriz de cine nigeriana.

## Biografía
Originaria de Eku, estado de Delta en el sur de Nigeria, nació el 23 de mayo de 1957 en Ebutte Metta, estado de Lagos. Comenzó su carrera como actriz en 1993, poco después de su divorcio. Tenía tres hijos. Trabajó brevemente en Ascoline Nigeria Limited, una empresa consultora holandesa antes de su primera película titulada Onome, mientras que su primera película en yoruba fue Owo Blow. A lo largo de los años, apareció en notables películas nigerianas como Sango, una película con guion de Wale Ogunyemi, producida y dirigida por Obafemi Lasode y la serie de televisión de Wale Adenuga, Super story.

## Fallecimiento
Rachel Oniga falleció el 30 de julio de 2021 a causa de haber contraído fiebre tifoidea y malaria. Tenía sesenta y cuatro años.

## Filmografía seleccionada
- Sango (1997)
- Out of Bounds (1997)
- Owo Blow (1997)
- Passion of Mind (2004)
- Power Of Sin,
- Restless Mind
- Doctor Bello (2013)
- 30 Days in Atlanta (2014)
- The Royal Hibiscus Hotel (2017)
- Power of 1 (2018)
- The Wedding Party
- Love Castle
- Navidades en Nigeria (2021)